# Alonso de Merlo

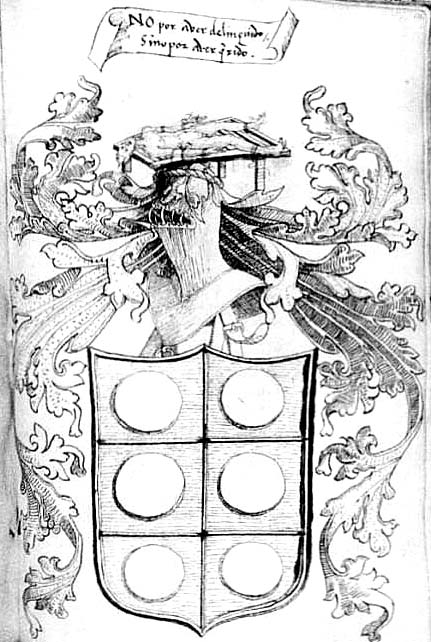
Escudo de Armas de los Merlo

Alonso de Merlo, natural de Valdepeñas, fue un caballero castellano al servicio de los Reyes Católicos en la Guerra de Granada.
Acompañó al rey Fernando el Católico al cerco de la ciudad de Baza, donde se le nombró Teniente General del Ejército de la Señora Reina Doña Isabel, por ausencia del Conde de Cabra, jefe del Ejército. Su desempeño fue premiado por el Rey quien por su propia mano le armó caballero de la Banda y Espuela dorada, concediéndole otros favores y exenciones en la Tienda Real a veintitrés de junio de 1483.
Alonso de Merlo participó también en la toma de la villa de Taxara, en el abastecimiento de la villa de Alhama, y en las tomas y combates de las villas de Coín (1485), Cártama (1485), ciudad de Ronda (1485) y Marbella (1485). Destacó por su valor y sus singulares hazañas.

Cuenta la tradición que los Reyes Católicos en uno de sus viajes, pasaron por Valdepeñas en 1487 de vuelta de la Guerra de Granada. Se hospedaron en la casa de Alonso de Merlo, que estaba ausente, en la calle Torrecilla, siendo atendidos por su madre. Según Caro y Cejudo, los Reyes Católicos quedaron muy satisfechos de las atenciones recibidas y dijeron de ella: "Oh, qué buena viuda". Haciendo confianza en su persona, dejaron a las infantas Doña Juana, Doña Isabel y Doña Catalina a su cuidado (recordemos que las Infantas nacieron en 1479, 1482 y 1485), mientras que los reyes continuaban viaje hacia Aragón. Según Amalia Prieto, Directora del Archivo Histórico Provincial y Universitario de Valladolid, y del C. S. l. C., los Reyes Católicos pasaron por Valdepeñas en 1487 al volver de una de sus campañas: la de la conquista de Vélez-Málaga y Málaga.
"Si se desconocen hasta ahora estancias de SS. AA. en dicha villa, anteriores al año 1487, la de este año está comprobada documentalmente por papeles del Archivo de Simancas, de las Secciones del Registro G. del Sello, y de la Contaduría Mayor, primera época. En el volumen V del Catálogo de dicha Sección del Registro G. del Sello, en su Advertencia Preliminar, que firma la autora de estas notas, se estudia, con todo el detalle posible, dicho viaje de los Reyes hacia Aragón, y se cita la sobredicha estancia de SS. AA. en Valdepeñas, no al ir a la guerra, sino al volver de una de sus campañas: la de la conquista de Vélez-Málaga y Málaga en 1487. Pudo tener lugar entonces el aposentamiento de los Monarcas en casa de «la buena viuda de Merlo». No hay motivo para rechazar la tradición, existiendo esta certeza histórica del paso de SS. AA. por tal villa. Quizás entonces, conocida la honorabilidad de dicha matrona, decidieron los Monarcas que sus hijas menores pasasen también a Valdepeñas, a la casa de la repetida viuda, como después lo hicieron".

## Referencias

Reino de Granada